# Jato Sillah
Jato S. Sillah (auch Jatto Sillah) (* 28. Oktober 1962 in Kerewan Nyakoi, Upper River Region) ist ein gambischer Forstwissenschaftler und Politiker.

## Leben
Sillah besuchte von 1975 bis 1980 die St. Augustine’s High School und begann im September 1980 seine Tätigkeit im öffentlichen Dienst. Er studierte Forstwissenschaft am  Prodromos, Zypern und an der der Fakultät für Forstwissenschaften der Georg-August-Universität Göttingen, wo er 1990 den Bachelor in allgemeiner Forstwirtschaft erwarb. 1993 erwarb er den Master of Science in Forstwirtschaft und Planung und ein Zertifikat in Forstwirtschaft in den Tropen und Subtropen an der Universität Göttingen.
2000 wurde er Direktor des Forstwesen im Department of State for Forestry & the Environment. Am 28. Oktober 2009 wurde er von Präsident Jammeh als Nachfolger von  Momodou Kotu Cham zum Minister für Forstwesen und Umwelt (Secretary of State for Forestry and the Environment) ernannt. Im Februar 2012 wurde er entlassen und durch Fatou Gaye ersetzt. Anschließend war er zwei Jahre im Auswärtigen Dienst Gambias tätig. Im Februar 2016 wurde er von Jammeh zum stellvertretenden Forstminister ernannt. Dem im Februar 2017 gebildeten Kabinett des neuen Präsidenten Adama Barrow gehörte er nicht mehr an.